# Куклы (группа)
Куклы — белорусская музыкальная группа, образована в марте 1997 года.

## История
Летом 2013 года группа объявила о возобновлении своей деятельности.

## Награды
- «Открытие года» на «Рок-коронации 2002» (Минск, Белоруссия)
- «Лидер продаж» на наградах «Мистерия звука 2005»

## Дискография
- Пластилин замедленного действия, 1999
- Производство звукового оружия, 2002[3]
- Звуковое оружие, 2003
- Sanki Crew, 2004
- Дисциплина хаоса, 2005, West Records[4]
- Кайф, 2008, West Records[5]